# Johnny Mathis
Johnny Mathis (28.září 1933-27.září 2010) byl americký countryový zpěvák a skladatel. Spolu s Jimmy Lee Fauthereem tvořil dvojici Jimmy & Johnny. Zemřel jeden den před svými 78. narozeninami 